# Vito Sabatelli
Vito Sabatelli (Borgocollefegato, 19 luglio 1910 – ...) è stato un militare italiano, decorato con la medaglia d'oro al valor militare a vivente nel corso delle grandi operazioni di polizia coloniale in Africa Orientale Italiana.

## Biografia
Nacque a Borgocollefegato, provincia di Rieti, il 19 luglio 1910, figlio di Pietro e Antonia Innocenzo. Pur essendo stato esonerato dal servizio militare nel Regio Esercito, chiese di partecipare alle operazioni di guerra in Africa Orientale. Nel dicembre 1936 si arruolò volontario nella 115ª Legione Sabina della Milizia Volontaria Sicurezza Nazionale come semplice camicia nera e passava poi alla 119ª Legione CC.NN. Un mese dopo, il 17 febbraio 1937, assegnato al CLXXXV battaglione CC.NN. si imbarcò a Napoli per Massaua sbarcandovi nel marzo successivo. Rimasto gravemente ferito nel combattimento del 21 settembre nella zona di Tibè, fu ricoverato dapprima presso l'ospedaletto di Ghedò e poi all'ospedale militare di Addis Abeba e poi una volta rimpatriato dal 7 dicembre a quello di Napoli dal quale fu dimesso il 14 febbraio 1938. Assunto dal Ministero della Pubblica Istruzione come archivista nel Gabinetto fotografico nazionale risiedette a Roma.

### Fonti
1. ↑  Gruppo Medaglie d'Oro al Valore Militare 1965, p. 258.
2. ↑  Combattenti Liberazione.
3. ↑  Gruppo Medaglie d'Oro al Valore Militare 1952, p. 50.
4. ↑   Medaglia d'oro al valor militare Sabatelli, Vito, su quirinale.it, Quirinale. URL consultato l'11 febbraio 2023.
5. ↑  Registrato alla Corte dei conti il 9 gennaio 1940,  registro 1 Africa Italiana, foglio 96.